# Bangana dero
Bangana dero är en fiskart som först beskrevs av Hamilton 1822.  Bangana dero ingår i släktet Bangana och familjen karpfiskar. IUCN kategoriserar arten globalt som livskraftig. Inga underarter finns listade.